# ستارا کروبیا
ستارا کروبیا (به لهستانی:  Stara Krobia) یک روستا در لهستان است که در گمینا کروبیا واقع شده‌است. ستارا کروبیا ۵۰۲ نفر جمعیت دارد.